# 倉富鈞
倉富 鈞（くらとみ ひとし、1885年〈明治18年〉2月28日 - 1977年〈昭和52年〉4月5日）は、大正から昭和期の実業家、政治家、華族。貴族院男爵議員。位階は従四位。

## 経歴
司法官僚・倉富勇三郎の長男として生まれる。父の隠居に伴い、1936年（昭和11年）6月1日、男爵を襲爵した。
1910年（明治43年）7月、東京帝国大学法科大学政治学科を卒業。1928年（昭和3年）朝鮮銀行秘書課長兼国庫課長に就任。その後、同検査役、産業組合中央金庫参事・貸付課長、同理事、農地開発営団理事などを務めた。
1941年（昭和16年）9月6日、貴族院男爵議員補欠選挙で当選し、公正会に所属して活動し1947年（昭和22年）5月2日の貴族院廃止まで在任した。この間、鈴木貫太郎内閣・司法参与官、司法省委員、経済関係罰則調査委員会委員、家事審判制度調査会委員、金融制度調査会委員などを務めた。

## 親族
- 妻：フヂ（荒井賢太郎長女）[1]
- 長女：寛子（鈴木幹雄夫人）[1]
- 長男：幹郎[1]
- 二女：真子（岩垂孝一夫人）[1]